# Scrophularia pulverulenta
Scrophularia pulverulenta är en flenörtsväxtart som beskrevs av Pierre Edmond Boissier och Noe. Scrophularia pulverulenta ingår i släktet flenörter, och familjen flenörtsväxter. Inga underarter finns listade i Catalogue of Life.